# Tor Erik Gunstrøm
Tor Erik Gunstrøm, född 14 oktober 1943 i Skien, Telemark fylke, är en norsk underhållare och trumslagare, och var del av den norska showgruppen Dizzie Tunes.
Från Dizzie Tunes är han särskilt känd för sin figur Fredrico de la Fiasko. Dizzie Tunes upphörde 2001 efter 42 år med revyer och shower i både Norge och Sverige, och Gunstrøm uppträder numera på egen hand som konferencier och ståuppkomiker. 2017 spelade han "Bestefar" i musikspelet "Piratbukta" på Norsjø i Telemark med manus och musik av Christin Grilstad Prøis och regi av Ole Christian Øen.